# Право на вбивство
«Право на вбивство» (англ. Righteous Kill) — американський фільм в жанрі детективу режисера Джона Евнета з такими акторами в головних ролях, як Аль Пачіно, Роберт де Ніро і 50 Cent. Фільм вийшов в прокат в США 12 вересня 2008 року, в український прокат — 18 вересня 2008.

## Сюжет
Два найкращих поліцейських Нью-Йорку — Девід Фіск (Аль Пачіно) та Томас Ковен (Роберт Де Ніро) протягом 30 років були напарниками. Перед тим, як піти на пенсію, вони мають розслідувати вбивство сутенера. Вони дізнаються, що покійний якимось чином має відношення до справи, якій вони присвятили декілька років тому. Тоді жертвою також був злочинець, і на його тілі був виявлений клаптик паперу з написаним на ньому віршем, що виправдовує вбивство.
Коли ж здійснюються нові подібні злочини, детективам зрозуміло, що вони полюють за невловним серійним вбивцею, який вбиває винятково злочинців…

## У ролях
| Актор                          | Персонаж                       |
| ------------------------------ | ------------------------------ |
| Роберт Де Ніро                 | детектив Том Ковен («Турок»)   |
| Аль Пачіно                     | детектив Девід Фіск («Задира») |
| Кертіс Джексон III («50 Cent») | Маркус Сміт («Павук»)          |
| Карла Гуджино                  | детектив Керен Кореллі         |
| Джон Легуізамо                 | детектив Саймон Перес          |
| Донні Волберг                  | детектив Тед Райлі             |
| Брайан Деннехі                 | лейтенант Хінґіс               |
| Олег Тактаров                  | Євгеній Мугалат                |
| Стерлінг К. Браун              | детектив Роджерс               |

## Касові збори
Кошторис фільму склав $60 млн. В перші виходні зібрав $16 288 361 (третє місце). В прокаті з 12 вересня 2008, найбільша кількість показів в 3152 кінотеатрах одночасно. За час прокату зібрав у світі $77 408 327 (71 місце за результатами року) з них $40 081 410 в США (71 місце за результатами року) і $37 326 917 в іншому світі. В країнах СНД фільм йшов з 18 вересня по 2 листопада 2008 і зібрав $3 602 665.